# اینوکتیتوت
اینوکتیتوت (هجاوندی اینوکتیتوت: ᐃᓄᒃᑎᑐᑦ) جزوی از زبان‌های اینوئیت و از خانواده زبان‌های اسکیمو-آلوت است که در کانادا به آن صحبت می‌شود.
حدود ۳۵٬۰۰۰ نفر به این زبان صحبت می‌کنند. گویشوران این زبان در نواحی شمالی تا خط رویش درختان، شامل بخش‌هایی از استان‌های نیوفاندلند و لابرادور و کبک و قسمت‌های شمال شرقی منیتبا و همچنین قلمروهای نوناووت و نواحی شمال غرب کانادا است.
اینوکتیتوت زبان رسمی نوناووت و نواحی شمال غرب کانادا است.